# Jens Liebchen
Jens Liebchen (* 1970 in Bonn)  ist ein deutscher Fotograf.
Liebchen studierte  von 1992 bis 1995 Ethnologie an der Freien Universität in Berlin. Seit 1995 arbeitet er freiberuflich als  Fotograf. Seine Fotos wurden unter anderem in der New York Times, von Esquire und von Quest publiziert. Er lebt in Berlin und Tokio.

## Ausstellungen (Auswahl)
- 2013 Kunsthaus Essen – Tsukuba-Narita 2011/03/13
- Politics & Art – Art & Politics, Wanderausstellung

Für diese Fotoserie fotografierte Liebchen Künstler jeweils vor ihren  Arbeiten im Reichstag, darunter Georg Baselitz, Christian Boltanski, Jenny Holzer, Sigmar Polke, Günther Uecker. Die Fotoserie wurde in vielen deutschen Goethe-Instituten gezeigt.
2008 Goethe-Institut in Singapur, Kiew, Karatchi
2007 Goethe-Institut in Athen, Helsinki, Hongkong, Sydney
2006 Goethe-Institut in Peking, Curtibba, Belgrad, Sarajewo,
2005 Goethe-Institut Sofia, Riga, Tel Aviv, Lissabon, Coimbra
- 2004 Playing Fields, Galerie J.J.Heckenhauer, Berlin, Tübingen
- 2000 DL07 – stereotypes of war : a photographic investigation, Photography Now, Berlin
- 1997 Vortex, J.J.Heckenhauer – Galerie für Fotografie, Tübingen

## Bücher und Ausstellungskataloge
- System. Peperoni Books, Berlin 2014, ISBN 978-3-941825-68-0.
- Uncertainties – a tribute to the work of Anthony Hernandez. Marks of Honour, 2008.
- Playing Fields. Edition J. J. Heckenhauer, Tübingen/Berlin 2005.
- The Flag. schaden.com, Köln 2004.
- Politics & Art – Art & Politics. Edition J. J. Heckenhauer, Tübingen/Berlin 2004, ISBN 3-9806079-9-2.
- Parameters of Movement I. Edition J. J. Heckenhauer, Tübingen/Berlin 2002.
- DL07 – stereotypes of war: a photographic investigation. Edition J. J. Heckenhauer, Tübingen/Berlin 2000.
- raum_bild: David Adam, Jens Liebchen, Adrian Sauer. Neuer Berliner Kunstverein, Berlin.